# Łukasz Owsian
Łukasz Owsian (24 de febrero de 1990) es un ciclista profesional polaco. Desde 2025 corre para el equipo Mazowsze Serce Polski.

## Palmarés
2016
- Visegrad 4 Bicycle Race - GP Polski

2017
- Korona Kocich Gór[2]

2018
- CCC Tour-Grody Piastowskiec, más 1 etapa
- Memoriał im. J. Grundmanna i J. Wizowskiego
- 3.º en el Campeonato de Polonia en Ruta

2021
- 3.º en el Campeonato de Polonia en Ruta

2022
- 3.º en el Campeonato de Polonia en Ruta

## Resultados en Grandes Vueltas y Campeonatos del Mundo
Durante su carrera deportiva ha conseguido los siguientes puestos en las Grandes Vueltas y en los Campeonatos del Mundo en carretera:
| Carrera         | Carrera         | 2012 | 2013 | 2014 | 2015  | 2016 | 2017 | 2018 | 2019 | 2020 | 2021 | 2022 | 2023 | 2024 |
| --------------- | --------------- | ---- | ---- | ---- | ----- | ---- | ---- | ---- | ---- | ---- | ---- | ---- | ---- | ---- |
|                 | Giro de Italia  | —    | —    | —    | 118.º | —    | 88.º | —    | 73.º | —    | —    | —    | —    | —    |
|                 | Tour de Francia | —    | —    | —    | —     | —    | —    | —    | —    | —    | —    | 41.º | —    | —    |
|                 | Vuelta a España | —    | —    | —    | —     | —    | —    | —    | —    | —    | —    | 90.º | 75.º | 89.º |
| Mundial en Ruta | Mundial en Ruta | —    | —    | —    | —     | Ab.  | —    | 56.º | Ab.  | 70.º | Ab.  | 96.º | —    | 77.º |

—: no participa

Ab.: abandono